# Santa Teresa (Celaya)
Santa Teresa es una localidad del estado mexicano de Guanajuato. Es parte del municipio de Celaya.

## Toponimia
El nombre «Santa Teresa» hace referencia a la santa patrona de la localidad: Teresa de Jesús.

## Demografía
| Gráfica de evolución demográfica |
|                                  |

| Censo | Población |
| ----- | --------- |
| 1900  | 252       |
| 1910  | 197       |
| 1921  | 186       |
| 1930  | 236       |
| 1940  | 265       |
| 1950  | 307       |
| 1960  | 498       |
| 1970  | 527       |
| 1980  | 597       |
| 1990  | 1 268     |
| 2000  | 1 398     |
| 2010  | 1 781     |
| 2020  | 2 144     |